# Glee (Fernsehserie)
Glee ist eine US-amerikanische Musical-Comedy-Fernsehserie. Die Serie wurde von 2009 bis 2015 von 20th Century Fox Television für den Sender Fox produziert und besteht aus 121 Episoden in sechs Staffeln. Glee wurde 2009, 2010 sowie 2011 unter anderem mit einem Golden Globe Award als die beste Serie ihres Genres ausgezeichnet. Die erste Staffel wurde in den Vereinigten Staaten 2009 ausgestrahlt, im deutschsprachigen Raum startete sie Anfang 2011 auf Super RTL (Deutschland), auf ORF eins (Österreich) und SF zwei (Schweiz).
Die meisten für die Serie produzierten Lieder wurden gecovert und in der Premierenwoche der jeweiligen Folge im iTunes Store veröffentlicht. Eine Reihe von Alben wird von den Columbia Records vertrieben. Die Musik ist mit über dreizehn Millionen verkauften Singles und fünf Millionen verkauften Alben sehr erfolgreich. Bisher wurden zur Serie zahlreiche DVDs, Blu-rays, eine Buchreihe, eine iPad-Anwendung und ein Karaokespiel für die Wii veröffentlicht.
Daneben wurde im Sommer 2011 auf dem US-Fernsehsender Oxygen eine Castingshow ausgestrahlt, in der nach neuen Schauspielern für die dritte Staffel gesucht wurde. Im August 2011 kam der 3D-Konzertfilm Glee on Tour – Der 3D Film, der Ausschnitte aus der Live-Tour 2011 zeigt, in die US-Kinos.

## Handlung

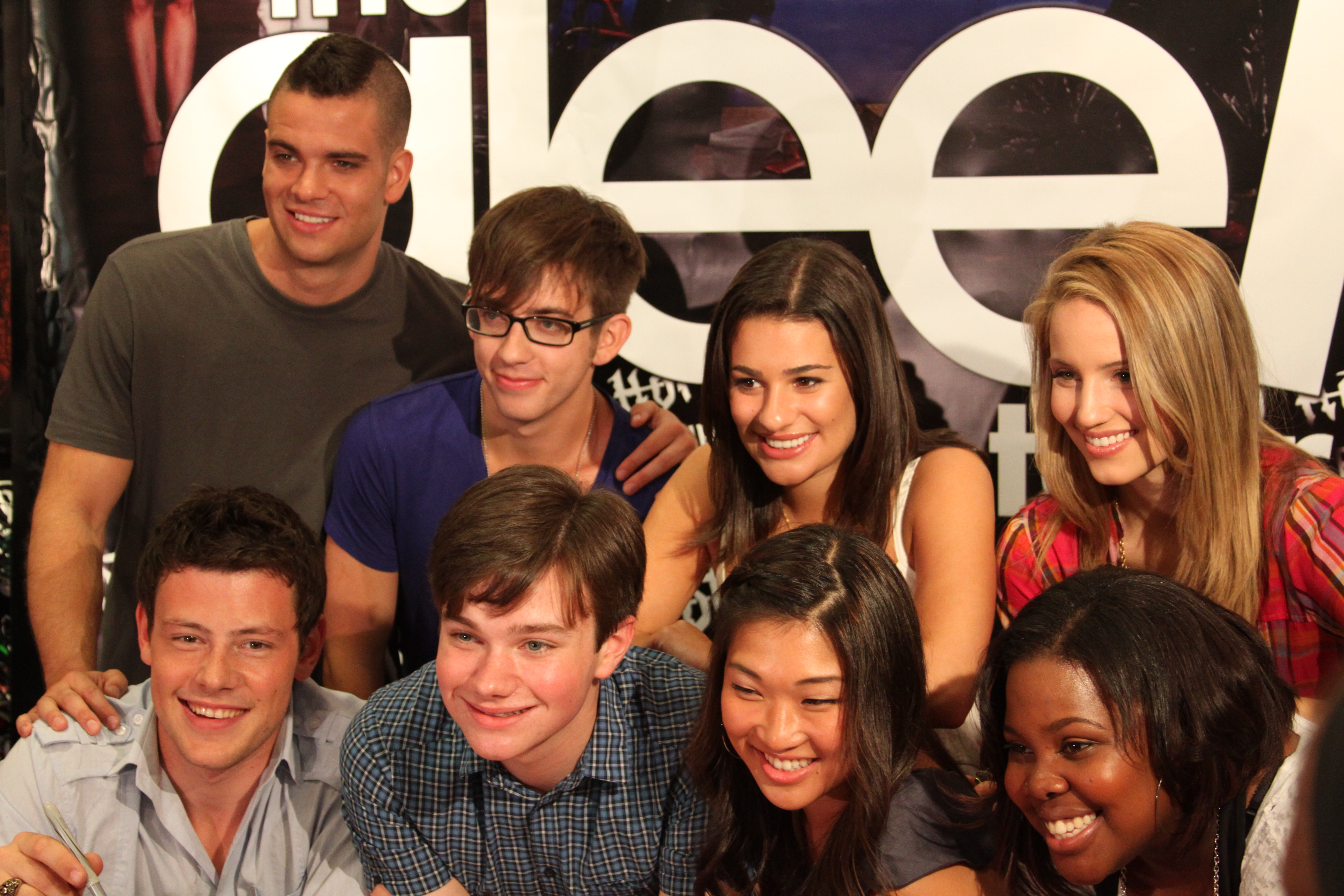
Hauptdarsteller Cory Monteith, Mark Salling, Kevin McHale, Chris Colfer, Lea Michele, Jenna Ushkowitz, Dianna Agron, Amber Riley

Will Schuester ist Spanischlehrer an der fiktiven William McKinley High School in Lima, Ohio. Als der Musiklehrer und bisherige Leiter des Glee-Clubs, eines Show-Chors, entlassen wird, beschließt Will, die Leitung des Clubs zu übernehmen. Er war als Schüler selbst Mitglied des – damals bedeutend erfolgreicheren – Glee Clubs und möchte nun gerne an vergangene Erfolge anknüpfen. Dabei hat er mit verschiedenen Schwierigkeiten zu kämpfen, wie etwa dem knappen Budget und vor allem Sue Sylvester, der eifersüchtigen Trainerin der Cheerleader, die um ihre Vorrangstellung in der Schule fürchtet und ständig versucht, den Club zu sabotieren.
Weitere Probleme bereitet ihm seine zickige Ehefrau Terri, zudem muss er sich über seine Gefühle im Hinblick auf die mysophobe Schulpsychologin Emma Pillsbury klar werden, die – mehr oder weniger heimlich – in ihn verliebt ist, selbst jedoch von Football-Coach Ken Tanaka umworben wird.
Daneben stehen jedoch auch die „Glee-Kids“ mit ihren verschiedenen Problemen im Mittelpunkt der Handlung: Die talentierte Rachel Berry, die heimlich in Finn verliebt ist und ein Star sein möchte, aber bei ihren Mitschülern als unbeliebte Streberin gilt; der homosexuelle Kurt Hummel, der fürchtet, sein Vater könne seine sexuelle Orientierung nicht verstehen; der querschnittgelähmte Artie Abrams; Mercedes Jones, die sich selber als Beyoncé des Clubs bezeichnet; die schüchterne Stotterin Tina Cohen-Chang sowie die Footballspieler Finn Hudson und Noah „Puck“ Puckerman, zwischen denen und der Cheerleaderin Quinn eine brisante Dreiecksbeziehung entsteht.
In die Handlung werden in jeder Folge musikalische Darbietungen des Ensembles eingebettet, die – dem Repertoire des Glee Clubs entsprechend – verschiedenen Genres entstammen.

### Staffel 1
In der ersten Staffel übernimmt Will Schuester den nicht angesagten Glee-Club. In der ersten Folge finden die Auditions statt, bei denen alle angenommen werden müssen. Am Anfang der Staffel wird die Cheerleaderin Quinn Fabray schwanger von Puck, sagt aber, dass sie schwanger von Finn, ihrem festen Freund, sei, mit dem sie noch nie geschlafen hat. Wills Frau Terry will endlich Mutter werden und täuscht eine Schwangerschaft vor, was Will rausfindet und sich scheiden lässt. Finn findet raus, dass Puck der Vater des Kindes ist und streitet mit Puck und Quinn. Später kommt er mit Rachel zusammen, die schon lange für ihn schwärmt. Quinns Eltern werfen sie raus und Quinn zieht bei Mercedes ein. Puck versucht, Quinn davon zu überzeugen, dass er ein guter Vater sein würde. Am Ende der Staffel bekommt Quinn ihre Tochter Beth, die sie zur Adoption freigibt, und verträgt sich wieder mit ihrer Mutter, die sich von Quinns Vater getrennt hat.
In der ersten Staffel gewinnt der Glee-Club zwar die Sectionals (Schulmeisterschaft), aber verliert die Regionals (Regionalmeisterschaft).

### Staffel 2
Das neue Schuljahr beginnt und da Matt, einer der New Directions, umgezogen ist, braucht der Glee Club neue Mitglieder. Auf der Suche danach erleben die Schüler erneut den kompletten Wahnsinn an Liebe, Hass und Mobbing. In dieser Staffel wird auch Alkoholmissbrauch thematisiert und es wird auf Familienprobleme eingegangen. In diesem Schuljahr schaffen die New Directions erneut die Sectionals und gewinnen dieses Mal auch die Regionals. Aber können sie sich bei den Nationals, die in New York City stattfinden, behaupten?

### Staffel 3
Für die meisten der New Directions beginnt nun das letzte Schuljahr. Vieles geht schief, es kommt zu Streitigkeiten, wodurch sogar ein neuer Club eröffnet wird: die „Troubletones“. Wird der 'originale' Glee Club zerfallen? Die Schüler müssen sich mit der Zukunft auseinandersetzen und entscheiden, wie ihr Leben nach der High School weitergehen soll. Für manche ist alles glasklar, wie für Rachel: sie möchte an die NYADA, ein Musikcollege in New York City. Doch schafft sie es, sich bei der Leiterin der Schule, Carmen Tibideaux, zu behaupten? Andererseits weiß ihr Freund Finn zurzeit nicht, was er machen soll. Soll er auf ein Footballstipendium hoffen? Oder lieber der Musik folgen? Vielleicht sollte er in die Fußstapfen seines verstorbenen Vaters treten und zur Army gehen? Wieder geht es zu den Nationals. Schaffen die New Directions es dieses Mal?

### Staffel 4
Während für manche (Sam, Tina, Blaine, Artie und Brittany) das letzte Schuljahr beginnt, wird auch die Zukunft der ehemaligen Glee-Stars, wie Kurt, Rachel oder Santana, geschildert. Zum ersten Mal gibt es 2 Hauptschauplätze: Lima, Ohio: Der Glee Club braucht dringend neue Mitglieder. Außerdem streiten sich die bestehenden Mitglieder, wer denn nun den Platz als Leader der Gruppe (die/der „neue Rachel“) bekommen soll. Weiter werden neue Personen vorgestellt, die sogenannte 2. Generation der New Directions: Ryder, Jake, Wade „Unique“, Kitty und Marley. Finn kehrt nach der Trennung von Rachel zurück an die McKinley High und möchte den Glee Club übernehmen!
New York City: Rachel beginnt ihr erstes Jahr an der NYADA, auch wenn es ihr sehr schwerfällt. Nicht nur wegen der Trennung von Finn, sondern auch, weil keiner bei ihr ist und sie eine schreckliche Tanzlehrerin hat. Wird sie das meistern? Eventuell mit Kurts Hilfe?

### Staffel 5
Nach Finns plötzlichem Tode versammeln sich alle an der McKinley High. Wie wird es weiter gehen?
Erste Hälfte Die Schüler und Ehemaligen versuchen, mit der Situation klarzukommen und machen das Beste draus. Doch als die New Directions sich nicht bei den Nationals behaupten können, droht dem Glee Club das Ende. Dieses wird in der 100. Folge der Serie („100“) behandelt.
Zweite Hälfte Nach der Auflösung des Glee Club wird New York City zum Hauptschauplatz. Blaine, Sam und Artie, die mittlerweile ihren Abschluss haben, ziehen ebenfalls in den 'Big Apple' und erleben dort alles neue. Rachel wird in dem Musical „Funny Girl“ besetzt, was ihr größter Kindheitstraum war, und wird zum kleinen Star.

### Staffel 6
Rachel hat das Musicalleben aufgegeben und wollte mit einer Reality-Show („That's so Rachel“) zum Star werden. Da diese ein großer Flop geworden ist, kehrt sie mit Kurt an die McKinley High zurück und will den Glee Club wiederbeleben. Dafür benötigen sie neue Mitglieder, die 3. Generation der New Directions: Roderick, Mason, Madison, Spencer, Jane und erneut Kitty. Wird der Glee Club es schaffen, wieder aufzublühen? Auch die Liebe kommt in alldem nicht zu kurz: Nach einigem Hin und Her heiraten Kurt und Blaine und Santana und Brittany in einer romantischen Zeremonie. In der letzten Folge („Dreams Come True“) wird ebenfalls die Zukunft der ehemaligen Schüler und Lehrer behandelt. Konnten sie ihre Träume verwirklichen?

## Produktion
Kreiert, konzipiert und produziert von Ian Brennan, basiert Glee auf seinen eigenen Erfahrungen als Mitglied in einem Chor an der Prospect High School in Mount Prospect, Illinois. Er plante zuerst, einen Film zu produzieren, entschied sich später aber für eine Fernsehserie. Er schrieb den ersten Entwurf im August 2005 auf. 2005 vollendete er das Drehbuch, konnte aber mehrere Jahre lang nicht genug Interesse für das Projekt erzeugen. Mike Novick, ein Fernsehproduzent und ein Freund von Brennan aus Los Angeles, war Mitglied im selben Fitnessclub wie Ryan Murphy und gab diesem eine Kopie von Brennans Drehbuch. Murphy war in einem Chor am College, und er fand, dass man das Drehbuch umsetzen könnte. Murphy und sein Nip/Tuck-Kollege Brad Falchuk rieten dazu, Glee als eine Fernsehserie zu produzieren. Das Drehbuch wurde nochmals umgeschrieben und landete bei Fox, wo man nach nur 15 Minuten zusagte. Murphy kommentierte die Entscheidung des Senders, dass die Serie gut zum Erfolg von American Idol passen würde. „Für den Sender mit der erfolgreichsten Fernsehsendung, die auf Musik basiert, bot es sich an, etwas in derselben Art und Weise zu machen“, sagte er. Murphy und Falchuk sind die Executive Producers und Showrunners, während Brennan als Co-Executive Producer und Novick als Produzent fungiert. Alle Episoden der ersten beiden Staffeln wurden von Brennan, Falchuk und Murphy selbst geschrieben.
Glee spielt in Lima, Ohio. Murphy suchte extra einen Ort im mittleren Westen aus, da er in Indiana aufgewachsen ist und in seiner Kindheit den Kings Island Park in Ohio besucht hatte. Obwohl die Serie in Lima spielt, wird sie in den Paramount Studios in Hollywood gedreht. Murphy sagte auch, dass er noch nie einen der High-School-Musical-Filme gesehen habe und dass Glee ein „postmodernes Musical“ sei. Murphy konzipierte die Serie als eine Art von Flucht. „Es läuft zurzeit viel über Leute mit Waffen, Science-Fiction oder Anwälte im Fernsehen. Dies ist ein anderes Genre, es gibt nichts Vergleichbares auf den anderen Sendern oder im Kabelfernsehen. Zurzeit ist alles in der Welt so dunkel, deswegen hat Idol funktioniert. Es ist eine Flucht vor der Wirklichkeit“, sagte er. Murphy wollte eine familienfreundliche Serie, die für Erwachsene ebenso gut ist wie für Kinder. Murphy legt die Handlung so aus, dass sie für mindestens drei Jahre auf Sendung reicht.

### Promotion

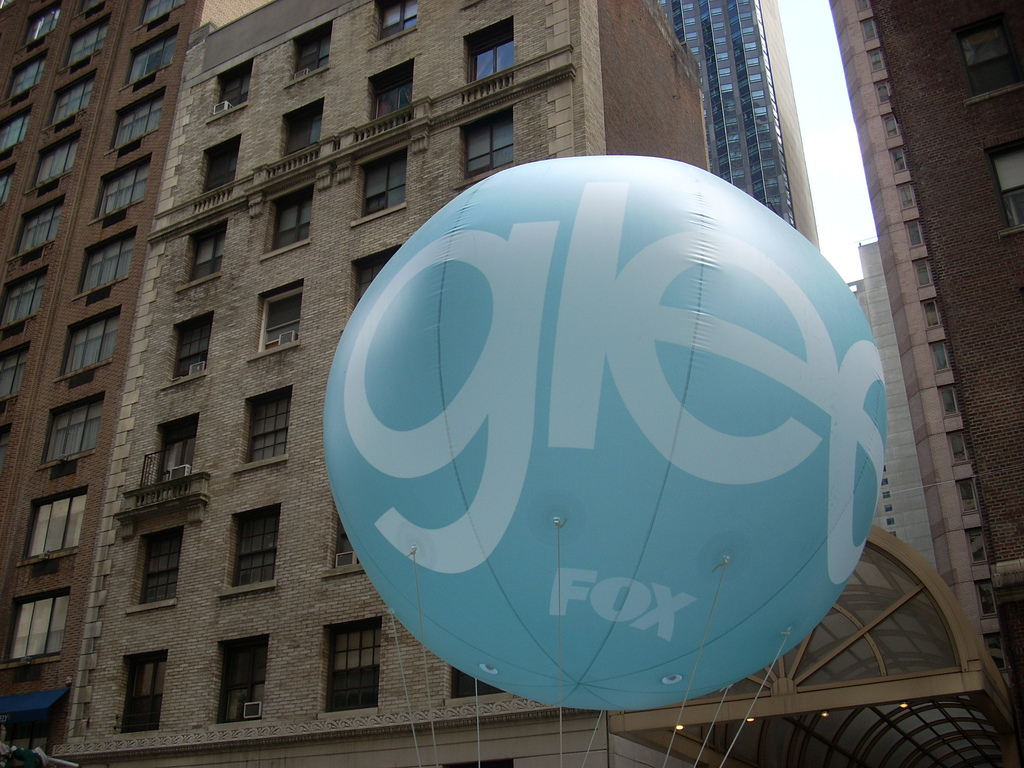
Werbung zur Serie auf einem Ballon in New York City im Mai 2009

Vor der Premiere der zweiten Episode ging die Besetzung von Glee auf eine Tour durch Hot-Topic-Läden im ganzen Land. Die Besetzung sang die Nationalhymne der USA beim dritten Spiel der World Series 2009. Sie wurde auch von Macy’s eingeladen, auf der Macy’s Thanksgiving Day Parade 2009 aufzutreten, was der US-Sender NBC jedoch verhinderte, da Glee auf dem Konkurrenzsender Fox läuft. Co-Erfinder Ryan Murphy kommentierte diese Entscheidung mit „Ich verstehe NBC vollkommen und sehe in der Zukunft den Untergang von Jay Leno.“
Aufgrund des Erfolges der Serie ging die Besetzung nach dem Ende der Produktion zur ersten Staffel auf eine Konzerttour und besuchte Phoenix, Chicago, Los Angeles und New York. Dabei nahmen sie eine Cover-Version von Wham!s Last Christmas auf, die als Single verkauft wurde und bis zum Dezember 2010 nicht in der Serie vorkam. Matthew Morrison, Lea Michele, Cory Monteith und Chris Colfer werden ihre Rollen Will, Rachel, Finn und Kurt in einem Cameoauftritt in einer zukünftigen Episode von The Cleveland Show wieder aufnehmen. Lea Michele, Cory Monteith und Amber Riley tauchen als Camper in der Staffelpremiere der zweiundzwanzigsten Staffel von Die Simpsons auf.
Jane Lynch, Chris Colfer, Cory Monteith und Amber Riley waren bei den 2010 MTV VMAs am 12. September 2010 mit dabei. Als Agron, Michele und Monteith in riskanten Posen in der Oktoberausgabe der GQ abgebildet waren, wurde die Serie von Parents Television Council (PTC) scharf kritisiert.
Vor dem Deutschlandstart auf Super RTL gab es am 6. Januar 2011 für die Serie einen Musical-Flashmob in einem Essener Einkaufszentrum.

### Casting
Beim Casting zur Serie suchte Murphy Schauspieler aus, die schon Theatererfahrung hatten. Daher verbrachte Murphy knappe drei Monate am Broadway. Dort fand er Morrison, der vorher schon in den Musicals Hairspray und The Light in the Piazza aufgetreten war, Michele, die vorher im Musical Frühlings Erwachen zu sehen war, und Ushkowitz, die vorher im Musical The King and I mitgewirkt hatte.
Die Schauspieler, die keine Theatererfahrung haben, sollten zumindest singen und tanzen können. Die Rollen von Rachel und von Kurt wurden speziell für Michele bzw. Colfer geschrieben. Colfer hatte zuvor keine professionelle Schauspiel- und Theatererfahrung, wurde aber trotzdem für die Rolle als Kurt Hummel besetzt. Beim Casting sang Colfer das Lied Mr Cellophane vor, worauf Murphy sofort von ihm begeistert war und ihm die Rolle gab.
Im Dezember 2010 wurde angenommen, Ryan Murphy plane einen Teil der Hauptbesetzungen am Ende der dritten Staffel, welche das Highschool-Abschlussjahr einiger der Hauptfiguren in der Serie darstellt, gegen neue und jüngere Darsteller auszuwechseln, was sich später aber als Missverständnis herausstellte. Harry Shum Jr., der den Mike Chang darstellt, wurde mit dem Beginn der dritten Staffel zum Hauptdarsteller befördert. Nachdem Chord Overstreet, Darsteller des Sam Evans, für die dritte Staffel nicht zum Hauptdarsteller befördert wurde, verließ er die Serie. Zwei Monate später änderte er seine Meinung wieder und ist seit der achten Episode der dritten Staffel wieder dabei.
Ab dem 12. Juni 2011 wird auf dem amerikanischen Kabelsender Oxygen eine Castingshow namens The Glee Project gesendet werden. Daran beteiligt sind unter anderem Murphy, der Casting Director Robert Ulrich und der Choreograph Zach Woodlee. Die Gewinner der Castingshow, Damian McGinty und Samuel Larsen, konnten sich gegen ihre Konkurrenten durchsetzen und eine sieben Episoden umfassende Rolle in der dritten Staffel gewinnen. Lindsay Pearce und Alex Newell, die im Finale ausschieden, wurden ebenfalls in den Cast aufgenommen, Newell wurde während der 5. Staffel zum Hauptdarsteller befördert. Pearce erschien in der Staffelpremiere als Harmony, eine Sängerin die Rachel mit ihrem Talent einschüchtert, und sie erschien erneut in der achten Episode der dritten Staffel Hold on to Sixteen, der sie an den Sectionals teilnahm. McGinty tauchte zum ersten Mal in der vierten Episode als Rory Flanagan auf, ein irischer Austauschschüler, der bei Brittany wohnt. Larsens Charakter war nicht vor dem Ende des Herbstsemesters zu sehen. Er spielt Joseph „Joe“ Hart, einen bisher zu Hause unterrichteten Jungen, der sehr christlich eingestellt ist.

## Besetzung und Synchronisation
Die deutsche Synchronisation entstand durch die Synchronfirma Arena Synchron GmbH in Berlin, im Vertrieb der Twentieth Century Fox of Germany GmbH. Für die ersten vier Staffeln war Oliver Feld verantwortlich, welcher die Dialogbücher schrieb und Dialogregie führte. Ab der fünften Staffel übernahmen Tim Sander und Kathrin Neusser die Dialogregie. Mohammed Soueidan schrieb nun die Dialogbücher für die letzten beiden Staffeln. In der fünften Staffel schrieb Soueidan zusammen mit Marcel Kurzidim und Tarek Helmy.

### Hauptdarsteller
| Rollenname                      | Schauspieler     | Hauptrolle (Folge)   | Nebenrolle (Folge)                           | Deutscher Synchronsprecher                               |
| ------------------------------- | ---------------- | -------------------- | -------------------------------------------- | -------------------------------------------------------- |
| Rachel Berry                    | Lea Michele      | 1.01–6.13            |                                              | Kaya Marie Möller                                        |
| William „Will“ Schuester        | Matthew Morrison | 1.01–6.13            |                                              | Sven Hasper                                              |
| Susan „Sue“ Sylvester           | Jane Lynch       | 1.01–6.13            |                                              | Kerstin Sanders-Dornseif                                 |
| Kurt Hummel                     | Chris Colfer     | 1.01–6.13            |                                              | Dirk Petrick                                             |
| Arthur „Artie“ Abrams           | Kevin McHale     | 1.01–6.13            |                                              | Dirk Stollberg                                           |
| Mercedes Jones                  | Amber Riley      | 1.01–4.22, 6.02–6.13 | 5.01–5.20                                    | Tanya Kahana                                             |
| Finn Hudson                     | Cory Monteith    | 1.01–4.19            |                                              | Nico Sablik                                              |
| Quinn Fabray                    | Dianna Agron     | 1.01–3.22            | 4.08, 4.12, 4.14, 5.12–5.13, 6.02–6.03, 6.13 | Luisa Wietzorek                                          |
| Noah „Puck“ Puckerman           | Mark Salling     | 1.01–4.19            | 5.03–6.13                                    | Marcel Collé                                             |
| Tina Cohen-Chang                | Jenna Ushkowitz  | 1.01–5.17            | 6.02–6.13                                    | Ilona Otto                                               |
| Emma Pillsbury-Schuester        | Jayma Mays       | 1.01–3.22            | 4.02–6.13                                    | Sonja Spuhl                                              |
| Terri Schuester                 | Jessalyn Gilsig  | 1.01–2.21            | 4.10, 6.12–6.13                              | Andrea Aust (Staffel 1–4) Ulrike Stürzbecher (Staffel 6) |
| Santana Lopez                   | Naya Rivera      | 2.01–5.19            | 1.01–1.22, 6.02–6.13                         | Shanti Chakraborty                                       |
| Brittany Susan Pierce           | Heather Morris   | 2.01–4.22            | 1.02–1.22, 5.12–6.13                         | Anna Amalie Blomeyer                                     |
| Burt Hummel                     | Mike O’Malley    | 2.03–2.20            | 1.04–1.22, 3.01–6.13                         | Bernhard Völger                                          |
| Blaine Devon Anderson           | Darren Criss     | 3.01–6.13            | 2.06–2.22                                    | Tobias Nath                                              |
| Michael Robert „Mike“ Chang Jr. | Harry Shum Jr.   | 3.01–4.22            | 1.04–2.22, 5.03–6.13                         | Jan Makino (Staffel 1–4) Philipp Lind (ab Staffel 5)     |
| Samuel „Sam“ Evans              | Chord Overstreet | 4.01–6.13            | 2.01–2.22, 3.08–3.22                         | Ozan Ünal                                                |
| Wade „Unique“ Adams             | Alex Newell      | 5.01–5.13            | 3.16–4.22, 6.07–6.13                         | Marcel Mann                                              |
| Jake Puckerman                  | Jacob Artist     | 5.01–5.13            | 4.01–4.22, 6.13                              | Patrick Roche                                            |
| Marley Rose                     | Melissa Benoist  | 5.01–5.13            | 4.01–4.22                                    | Nicole Hannak                                            |
| Kitty Wilde                     | Becca Tobin      | 5.01–5.13            | 4.01–4.22, 6.02–6.13                         | Anne Helm                                                |
| Ryder Lynn                      | Blake Jenner     | 5.01–5.13            | 4.05–4.22, 6.13                              | Henning Nöhren                                           |
| Shannon/Sheldon Beiste          | Dot Jones        | 6.01–6.13            | 2.01–5.10                                    | Katy Karrenbauer                                         |

### Nebendarsteller
| Rollenname                  | Schauspieler        | Folgen                                       | Deutscher Synchronsprecher                               |
| --------------------------- | ------------------- | -------------------------------------------- | -------------------------------------------------------- |
| Principal Figgins           | Iqbal Theba         | 1.01–6.13                                    | Stefan Gossler                                           |
| Carole Hudson-Hummel        | Romy Rosemont       | 1.01–3.22, 4.21, 5.03, 5.11, 6.08, 6.13      | Cornelia Meinhardt                                       |
| Ken Tanaka                  | Patrick Gallagher   | 1.01–1.17                                    | Michael Iwannek                                          |
| Sandy Ryerson               | Stephen Tobolowsky  | 1.01–1.21, 2.17                              | Stefan Staudinger                                        |
| Howard Bamboo               | Kent Avenido        | 1.01, 1.03, 1.06, 1.21, 2.21, 6.12           | Santiago Ziesmer                                         |
| Jacob Ben Israel            | Josh Sussman        | 1.02–4.02, 5.17                              | Jeffrey Wipprecht                                        |
| Matt Rutherford             | Dijon Talton        | 1.04–1.22, 6.12–6.13                         | Tobias Schmidt                                           |
| Rod Remington               | Bill A. Jones       | 1.04–6.11                                    | Frank Röth                                               |
| Andrea Carmichael           | Earlene Davis       | 1.04–6.10                                    | Gabriele Schramm                                         |
| April Rhodes                | Kristin Chenoweth   | 1.05, 1.16, 2.19, 5.12–5.13                  | Ghadah Al-Akel (Staffel 1–2) Cathlen Gawlich (Staffel 5) |
| Dave Karofsky               | Max Adler           | 1.08–3.14, 5.17, 6.01–6.13                   | Jesco Wirthgen                                           |
| Rebecca „Becky“ Jackson     | Lauren Potter       | 1.09–6.13                                    | Marie-Luise Schramm                                      |
| Lauren Zizes                | Ashley Fink         | 1.09–3.03, 4.11, 6.13                        | Vera Kasimir                                             |
| Jesse St. James             | Jonathan Groff      | 1.14–1.22, 2.20–2.22, 3.16, 3.21, 6.11, 6.13 | Leonhard Mahlich                                         |
| Shelby Corcoran             | Idina Menzel        | 1.14–1.22, 3.02–3.08, 4.19                   | Cathlen Gawlich                                          |
| Holly Holiday               | Gwyneth Paltrow     | 2.07, 2.15, 2.17, 5.12–5.13                  | Katrin Fröhlich                                          |
| Sugar Motta                 | Vanessa Lengies     | 3.01–4.22, 6.08, 6.13                        | Gabrielle Pietermann                                     |
| Rory Flanagan               | Damian McGinty      | 3.04–3.22, 4.10                              | Filipe Pirl                                              |
| Sebastian Smythe            | Grant Gustin        | 3.05–5.01                                    | Julius Jellinek                                          |
| Roz Washington              | NeNe Leakes         | 3.10–6.03                                    | Anke Reitzenstein                                        |
| Joe Hart                    | Samuel Larsen       | 3.13–4.22, 6.11, 6.13                        | David Turba                                              |
| Carmen Tibideaux            | Whoopi Goldberg     | 3.18, 3.20–3.21, 4.01, 4.09, 5.15, 6.10      | Regina Lemnitz                                           |
| Millie Rose                 | Trisha Rae Stahl    | 4.01–5.06                                    | Almut Zydra                                              |
| Brody Weston                | Dean Geyer          | 4.01–4.17                                    | Nick Forsberg                                            |
| Cassandra July              | Kate Hudson         | 4.01–4.02, 4.06, 4.09, 4.21                  | Marie Bierstedt                                          |
| Hunter Clarington           | Nolan Gerard Funk   | 4.07–4.08, 4.11–4.12                         | Nicolás Artajo                                           |
| Bree                        | Erinn Westbrook     | 5.01–5.07                                    | Victoria Frenz                                           |
| Dani                        | Demi Lovato         | 5.02, 5.04, 5.07, 5.10                       | Kristina Tietz                                           |
| Elliott „Starchild“ Gilbert | Adam Lambert        | 5.04, 5.07, 5.09–5.10, 5.14                  | Amadeus Strobl                                           |
| Clint                       | Max George          | 6.01–6.07                                    | Jannik Endemann                                          |
| Spencer Porter              | Marshall Williams   | 6.01–6.13                                    | Max Felder                                               |
| Roderick                    | Noah Guthrie        | 6.01–6.13                                    | Jeremias Koschorz                                        |
| Jane Hayward                | Samantha Marie Ware | 6.02–6.13                                    | Giovanna Winterfeldt                                     |
| Mason McCarthy              | Billy Lewis Jr.     | 6.02–6.13                                    | Florian Clyde                                            |
| Madison McCarthy            | Laura Dreyfuss      | 6.02–6.13                                    | Alice Bauer                                              |
| Walter                      | Harry Hamlin        | 6.04–6.05, 6.07–6.08                         | Andreas W. Schmidt                                       |
| Myron Muskovitz             | J.J. Totah          | 6.09–6.13                                    | Elias Kunze                                              |
| Alistair                    | Finneas O’Connell   | 6.09–6.13                                    | Benjamin Stöwe                                           |

### Gastauftritte
| Rollenname                       | Schauspieler          | Folgen                 | Deutscher Synchronsprecher |
| -------------------------------- | --------------------- | ---------------------- | -------------------------- |
| Josh Groban                      | Josh Groban           | 1.03, 1.22             | Karlo Hackenberger         |
| Suzy Pepper                      | Sarah Drew            | 1.10                   | Julia Stoepel              |
| Grace Hitchens                   | Eve                   | 1.11, 1.13             | Sarah Riedel               |
| Brenda Castle                    | Molly Shannon         | 1.17, 1.19             | Andrea Solter              |
| Olivia Newton-John               | Olivia Newton-John    | 1.17, 1.22             | Susanna Bonasewicz         |
| Bryan Ryan                       | Neil Patrick Harris   | 1.19                   | Philipp Moog               |
| Sunshine Corazon                 | Charice               | 2.01, 2.17, 2.22       | Yvonne Greitzke            |
| Dustin Goolsby                   | Cheyenne Jackson      | 2.01, 2.17, 2.22       | Dennis Schmidt-Foß         |
| Britney Spears                   | Britney Spears        | 2.02                   | Julia Ziffer               |
| Carl Howell                      | John Stamos           | 2.02, 2.05, 2.09, 2.15 | Jaron Löwenberg            |
| Doris Sylvester                  | Carol Burnett         | 2.08, 6.10             | Ursula Heyer               |
| Patti LuPone                     | Patti LuPone          | 2.22                   | Monica Bielenstein         |
| Gedankenstimme von Becky Jackson | Helen Mirren (Stimme) | 3.10, 3.19             | Karin Buchholz             |
| David Martinez                   | Ricky Martin          | 3.12                   | Nico Mamone                |
| Hiram Berry                      | Jeff Goldblum         | 3.13–3.14              | Joachim Tennstedt          |
| Leroy Berry                      | Brian Stokes Mitchell | 3.13–3.14, 6.01        | Leon Boden                 |
| Cooper Anderson                  | Matt Bomer            | 3.15                   | Simon Jäger                |
| Lindsay Lohan                    | Lindsay Lohan         | 3.21                   | Maria Koschny              |
| Perez Hilton                     | Perez Hilton          | 3.21                   | Stefan Krause              |
| Maribel Lopez                    | Gloria Estefan        | 3.22, 6.08             | Martina Treger             |
| Isabelle Wright                  | Sarah Jessica Parker  | 4.03, 4.08, 4.20       | Irina von Bentheim         |
| Nancy Abrams                     | Katey Sagal           | 4.21                   | Traudel Haas               |
| Rupert Campion                   | Peter Facinelli       | 5.01–5.02, 5.05, 5.09  | Nico Mamone                |
| Paolo San Pablo                  | Ioan Gruffudd         | 5.01, 5.05, 5.15       | Johannes Berenz            |
| Bichette                         | Tyra Banks            | 5.06                   | Wicki Kalaitzi             |
| Biff McIntosh                    | Chace Crawford        | 5.12                   | Sebastian Schulz           |
| June Dolloway                    | Shirley MacLaine      | 5.18, 5.20             | Judy Winter                |
| Whitney S. Pierce                | Jennifer Coolidge     | 6.06, 6.08             | Katrin Fröhlich            |
| Pierce Pierce                    | Ken Jeong             | 6.06, 6.08             | Axel Malzacher             |
| Pam Anderson                     | Gina Gershon          | 6.08                   | Heike Beeck                |

Anmerkungen
1. 1 2  Unregelmäßige Auftritte.

## Ausstrahlung

### Vereinigte Staaten
Die Pilotfolge wurde am 19. Mai 2009 auf Fox ausgestrahlt. Die erste Staffel läuft seit dem 9. September 2009. Nach der Serienpause vom 9. Dezember 2009 wurde die Serie seit dem 13. April 2010, mit den restlichen 9 Folgen, weiter ausgestrahlt. Am 21. Januar 2010 berichtete TV Guide, dass Fox eine zweite Staffel produzieren wird. Am 23. Mai 2010 wurde bekannt, dass Fox Glee noch vor dem Ende der ersten Staffel für eine dritte verlängert hat. Die zweite Staffel wurde vom 21. September 2010 bis zum 24. Mai 2011 auf Fox ausgestrahlt. Am 6. Februar 2011 wurde eine Episode direkt nach dem Super Bowl XLV gezeigt. Die Ausstrahlung der dritten Staffel ist seit dem 20. September 2011 auf Fox zu sehen. Im April 2012 verlängerte Fox die Serie um eine vierte Staffel, deren Ausstrahlung am 13. September 2012 begann. Das Staffelfinale lief am 9. Mai 2013.
Am 19. April 2013 wurde bekannt, dass die Serie gleich um zwei weitere Staffeln verlängert wurde. Die Ausstrahlung der fünften Staffel begann am 26. September 2013 und endete am 13. Mai 2014. Ab 9. Januar 2015 wurde die 6.- und zugleich letzte Staffel auf Fox ausgestrahlt.

### Deutschland
Die Ausstrahlungsrechte in Deutschland hatte sich die Mediengruppe RTL Deutschland gesichert. Die Entscheidung des auszustrahlenden Senders fiel dabei auf Super RTL. Die Pilotfolge wurde am 16. Januar 2011 als Preview auf dem Muttersender RTL ausgestrahlt, während die weitere Ausstrahlung vom 17. Januar bis zum 6. Juni 2011 auf Super RTL stattfand. Die zweite Staffel wurde vom 5. September 2011 bis zum 9. Januar 2012 auf dem gleichen Sendeplatz ausgestrahlt. Die dritte Staffel wurde an insgesamt zwei Marathon-Abenden mit je elf Episoden am 4. August und 1. September 2012 auf dem Pay-TV-Sender Passion erstmals gezeigt. Die Ausstrahlung im frei empfangbaren Fernsehen erfolgte ab dem 6. August 2012 bei Super RTL. Die vierte Staffel ist seit dem 5. Juli 2013 auf Passion zu sehen. Wenige Wochen später gab Super RTL bekannt, dass im Programm des Senders keine weiteren Folgen der Serie ausgestrahlt werden. Vom 18. Januar 2014 bis zum 15. Juni 2014 strahlte der Free-TV-Sender VIVA die dritte Staffel samstagabends aus. Der Jugendsender hatte in der Vergangenheit bereits die ersten beiden Staffeln gesendet und sich nun auch die Ausstrahlungsrechte für weitere Folgen gesichert. So war die vierte Staffel Glee ab dem 21. Juni 2014 als Free-TV-Premiere auf VIVA zu sehen.
Seit jeher gab es Gerüchte, ob es jemals die fünfte und sechste Staffel auf Deutsch geben würde. Shanti Chakraborty, die Santana Lopez spricht, zeigte Ende 2017 ein Bild von Synchronisationsarbeiten in Berlin. Darauf deutlich zu lesen war „Glee 501-504“. Das Bild verschwand Ende Januar 2018 von ihrem Facebook-Profil. Am 6. September 2018 wurden die fünfte und sechste Staffel auf Telekoms EntertainTV mit deutscher Synchronisation erstveröffentlicht, allerdings handelt es sich nicht um eine Exklusivlizenz.
Von 2019 bis Juni 2022 waren alle Staffeln Glee bei dem Pay-TV Anbieter Netflix zu sehen. Wiederum seit 2022 sind alle Folgen auf dem Streamingdienst Disney+ zu sehen.

### Österreich
Der ORF sicherte sich auch die Rechte an der Serie. Vom 19. März 2011 bis 15. Oktober 2011 und von 22. Oktober 2011 bis 1. Oktober 2012 wurde auf ORF eins die erste Staffel ausgestrahlt. Die komplette 2. Staffel war 2013 zu sehen.

### Schweiz
Der Schweizer Sender SRF zwei begann die Ausstrahlung der ersten Staffel am 10. Januar und beendete sie am 7. Juni 2011.

### Episodenliste
| Staffel | Episodenanzahl | Erstausstrahlung USA | Erstausstrahlung USA | Deutschsprachige Erstveröffentlichung | Deutschsprachige Erstveröffentlichung |
| Staffel | Episodenanzahl | Staffelpremiere      | Staffelfinale        | Staffelpremiere                       | Staffelfinale                         |
| ------- | -------------- | -------------------- | -------------------- | ------------------------------------- | ------------------------------------- |
| 1       | 22             | 19. Mai 2009         | 8. Juni 2010         | 16. Januar 2011                       | 6. Juni 2011                          |
| 2       | 22             | 21. September 2010   | 24. Mai 2011         | 5. September 2011                     | 16. Januar 2012                       |
| 3       | 22             | 20. September 2011   | 22. Mai 2012         | 6. August 2012                        | 15. Oktober 2012                      |
| 4       | 22             | 13. September 2012   | 9. Mai 2013          | 5. Juli 2013                          | 29. November 2013                     |
| 5       | 20             | 26. September 2013   | 13. Mai 2014         | 6. September 2018                     | 6. September 2018                     |
| 6       | 13             | 9. Januar 2015       | 20. März 2015        | 6. September 2018                     | 6. September 2018                     |

## Film
Der Konzertfilm Glee on Tour – Der 3D Film, der Ausschnitte aus den Auftritten in Nordamerika der Live-Tour 2011 zeigt, kam am 12. August 2011 in die US-Kinos. Der Film wurde von Kevin Tancharoen inszeniert. In Deutschland kam der Film am 15. September 2011 in die Kinos.

## Merchandise

### Musik
Drei Soundtrack-Alben wurden zur ersten Staffel von Glee veröffentlicht: Glee: The Music, Volume 1, Glee: The Music, Volume 2 und Glee: The Music, Volume 3 Showstoppers. Zwei EP wurden zu den Episoden The Power of Madonna und Journey veröffentlicht: Glee: The Music, The Power of Madonna und Glee: The Music, Journey to Regionals. Glee: The Music, The Complete Season One, ein Kompilationsalbum mit allen 100 im Studio aufgenommenen Liedern aus der ersten Staffel, wurde exklusiv im iTunes Store veröffentlicht. Zwei EPs werden aus der zweiten Staffel veröffentlicht: Glee: The Music, The Rocky Horror Glee Show aus der Halloweenepisode The Rocky Horror Glee Show und eine zur Super-Bowl-Episode.
Glee: The Music, The Christmas Album, mit Songs über den Winter und Weihnachten, und Glee: The Music, Volume 4 wurden beide im November 2010 veröffentlicht. Glee: The Music, Volume 5, Glee: The Music Presents the Warblers und Glee: The Music, Volume 6 sind im März, April und Mai 2011 erschienen.

### DVDs und Blu-rays
Vereinigte Staaten
Von Glee sind in den USA schon eine Reihe an DVDs und Blu-rays erschienen. Glee – Pilot Episode: Director’s Cut enthält die Pilotfolge und ein Preview der zweiten Episode Showmance. Glee – Volume 1: Road to Sectionals enthält die ersten dreizehn Episoden der ersten Staffel und Glee – Volume 2: Road to Regionals enthält die letzten neun Episoden der ersten Staffel. Glee – The Complete First Season wurde am 13. September 2010 veröffentlicht. Glee: Season 2, Volume 1 enthält die ersten zehn Folgen der zweiten Staffel und wurde am 25. Januar 2011 veröffentlicht. Glee: Season 2, Volume 2 und Glee: The Complete Second Season sind am 13. September 2011 erscheinen. Die DVD und Blu-ray Variante der dritten Staffel, Glee: The Complete Third Season, erschien am 14. August 2012.
Deutschland
In Deutschland sind die ersten beiden Staffeln – genauso wie in den USA – in zwei Teile geteilt: Der erste Teil wurde am 15. April 2011 veröffentlicht. Teil zwei folgte am 2. September 2011. Die Veröffentlichung des ersten Teils der zweiten Staffel war am 25. November 2011 und des zweiten am 30. März 2012. Die komplette dritte Staffel ist seit dem 25. Januar 2013 erhältlich. Die komplette vierte Staffel ist am 28. März 2014 erschienen.

### Bücher
Little, Brown Bücher plant, fünf Jugendbücher über Glee herauszubringen, die in Zusammenarbeit mit den Produzenten und Drehbuchschreibern der Serie entstehen sollen. Das erste Buch, Glee: The Beginning, wurde von Sophia Lowell geschrieben und dient als Prequel zur Fernsehserie. Das zweite Buch der Buchserie, Glee: Foreign Exchange, wird auch von Lowell geschrieben. Abgesehen von den Jugendbüchern, schreibt Sylvester in der zweiten Staffel ihre Autobiografie. Murphy plant sie als reales Buch herauszubringen, und Lynch soll dann als Sue auf eine Autogrammtour gehen.

### The Glee Project

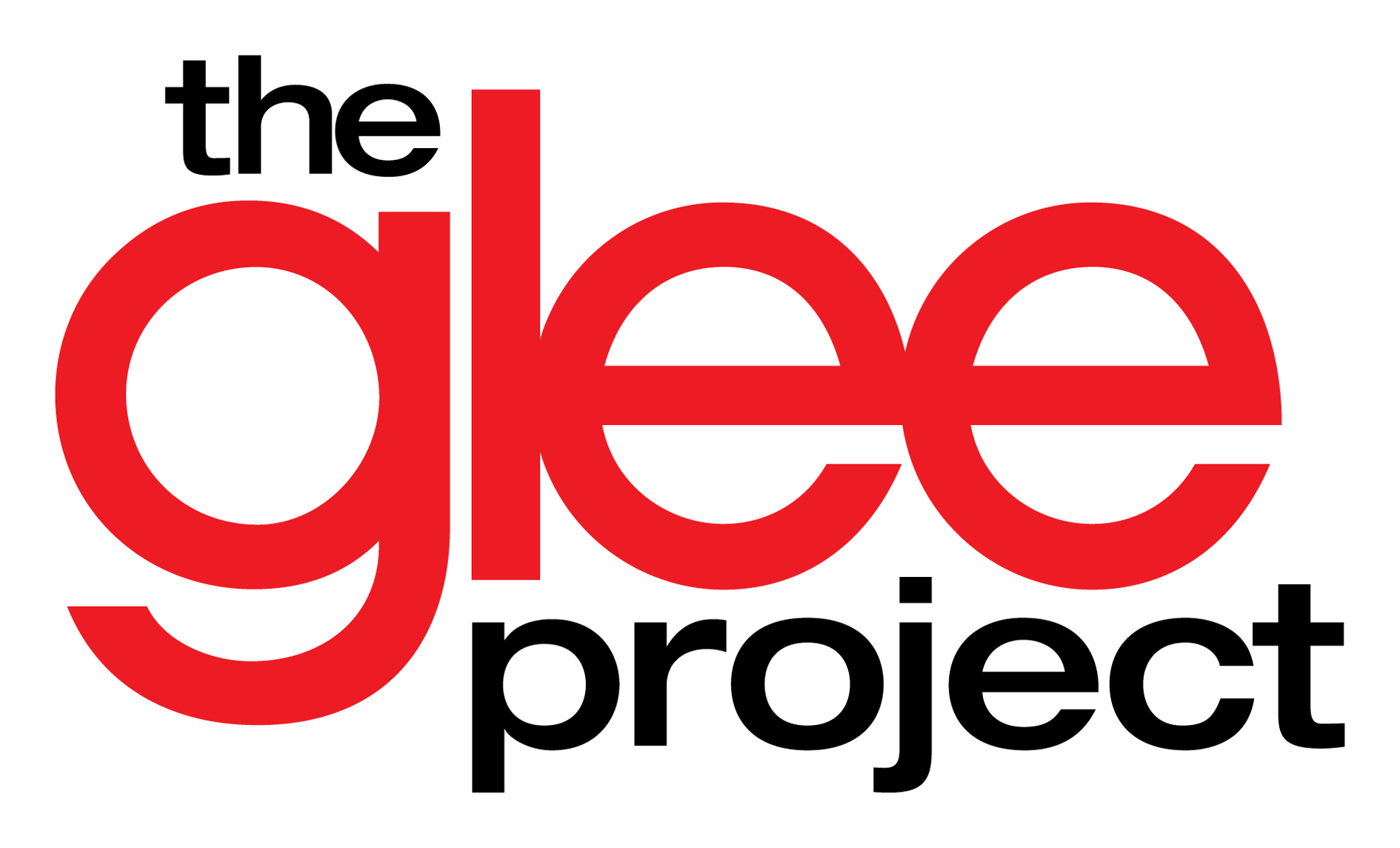
Logo der Castingshow The Glee Project

Im Juni 2011 startete der US-Fernsehsender Oxygen eine Castingshow, in der der Gewinner eine sieben Episoden umfassende Rolle in der dritten Staffel von Glee bekommt. Jede Woche stehen die zwölf Kandidaten einem Gastmentor aus der Serie gegenüber, der entscheidet, wer die Hausaufgabe, in der die Kandidaten einen Song passend zum wöchentlichen Thema lernen müssen, am besten gemacht hat. Derjenige bekommt dann in einem Musikvideo den Hauptpart. Nach dem Videodreh entscheidet die Jury, welche drei Kandidaten noch einmal einzeln singen müssen. Denjenigen wird dann ein Song zugeteilt, den sie in kurzer Zeit einstudieren müssen. Schließlich wird von den Juroren eine sogenannte Callback-Liste rausgegeben, auf der steht, welcher Kandidat die Show verlassen muss.
Im Finale am 21. August 2011 gab die Jury bekannt, dass es zwei Gewinner gibt. Damian McGinty und Samuel Larsen konnten sich gegen ihre Konkurrenten durchsetzen und dürfen beide in je sieben Folgen der dritten Staffel mitspielen. Lindsay Pearce und Alex Newell, die im Finale ausschieden, dürfen derweilen auch in zwei Folgen mitspielen.
Wie der Sender Oxygen im Januar 2012 bekannt gab, wird seit dem 5. Juni 2012 eine zweite Staffel mit 14 Kandidaten gezeigt, bei der der Gewinner wieder eine Episoden umfassende Rolle in der Serie gewinnen kann.
| Platzierung | Teilnehmer           | Alter |
| ----------- | -------------------- | ----- |
| 1           | Damian McGinty, Jr.  | 18    |
| 1           | Samuel Larsen        | 19    |
| 3           | Lindsay Pearce       | 19    |
| 3           | Alex Newell          | 18    |
| 5           | Hannah McIalwain     | 19    |
| 6           | Cameron Mitchell     | 21    |
| 7           | Marissa von Bleicken | 19    |
| 8           | Matheus Fernandes    | 19    |
| 9           | McKynleigh Abraham   | 19    |
| 10          | Emily Vásquez        | 22    |
| 11          | Ellis Wylie          | 18    |
| 12          | Bryce Ross-Johnson   | 22    |

| Platzierung | Teilnehmer          | Alter |
| ----------- | ------------------- | ----- |
| 1           | Blake Jenner        | 19    |
| 2           | Aylin Bayramoglu    | 19    |
| 2           | Ali Stroker         | 24    |
| 4           | Lily Mae Harrington | 18    |
| 4           | Michael Weisman     | 18    |
| 6           | Shanna Henderson    | 21    |
| 7           | Abraham Lim         | 24    |
| 8           | Nellie Veitenheimer | 19    |
| 9           | Charlie Lubeck      | 22    |
| 10          | Mario Bonds         | 24    |
| 11          | Tyler Ford          | 21    |
| 12          | Dani Shay           | 23    |
| 13          | Taryn Douglas       | 22    |
| 14          | Maxfield Camp       | 22    |

## Auszeichnungen (Auswahl)
Glee gewann 2010 den Golden Globe Award als Beste Serie – Komödie oder Musical. Des Weiteren waren auch Matthew Morrison (als Beste Serien-Hauptdarsteller – Komödie oder Musical), Lea Michele (als Beste Serien-Hauptdarstellerin – Komödie oder Musical) und Jane Lynch (als Beste Nebendarstellerin – Serie, Mini-Serie oder Fernsehfilm) nominiert. Die Serie, Jane Lynch und Chris Colfer erhielten die Auszeichnung 2011.
Gastdarstellerin Kristin Chenoweth erhielt im Jahr davor den Satellite Award für ihren Gastauftritt als April Rhodes. Am 25. Januar 2010 wurde sie in der Kategorie Beste Ensemble-Leistung in einer Comedy-Fernsehserie mit dem SAG-Award ausgezeichnet.
Glee wurde bei der Primetime-Emmy-Verleihung 2010 am zweithäufigsten nominiert, mit insgesamt 19 Nominierungen. Sie wurde in folgenden Kategorien nominiert (Auszug): Bester Hauptdarsteller in einer Comedyserie Matthew Morrison als Will Schuester; Beste Hauptdarstellerin in einer Comedyserie Lea Michele als Rachel Berry; Beste Comedy Serie; Bestes Casting für eine Comedyserie; Beste Kostüme für eine Serie für die 15. Folge der ersten Staffel The Power of Madonna; Beste Regie für eine Comedyserie (es wurden zwei Glee-Folgen nominiert) für die Director’s-Cut-Version der Pilotfolge (gewonnen) und für die neunte Folge der ersten Staffel Wheels (dt. Furcht und Tadel); Bester Gaststar in einer Comedyserie (männlich) (es wurden zwei Glee-Folgen nominiert) Mike O’Malley als Burt Hummel in der neunten Folge der ersten Staffel Wheels (dt. Furcht und Tadel) und Neil Patrick Harris als Bryan Ryan in der 19. Folge der ersten Staffel Dream On (dt. Der Traum macht die Musik) (gewonnen); Bester Gaststar in einer Comedyserie (weiblich) Kristin Chenoweth als April Rhodes für die fünfte Folge der ersten Staffel The Rhodes Not Taken (dt. April, April).

## Kritik
Die erste Staffel der Serie hat bei Metacritic ein Metascore von 78/100 basierend auf 19 Rezensionen und die zweite Staffel einen Metascore von 76/100 basierend auf 11 Rezensionen. Bei TV.com hat die Serie ein Rating von 8,4/10 basierend auf 5.226 abgegebenen Stimmen und bei IMDb.com hat die Serie ein Rating von 6,7/10 basierend auf etwa 115.500 abgegebenen Stimmen.
Der amerikanische Journalist und Fernsehkritiker des Nachrichtenmagazins Time James Poniewozik bewertete Glee als achtbeste Fernsehsendung des Jahres 2009. Er sagte: „Wenn Glee funktioniert – was es oft tut – dann ist es transzendent, tränenreich und spannend wie nichts anderes im Fernsehen.“ (englisch: When Glee works – which is often – it is transcendent, tear-jerking and thrilling like nothing else on TV.")

„Hier prallt ‚High School Musical‘ auf ‚The Office‘. Die erfolgreiche US-Fernsehserie ‚Glee‘ erzählt singend und tanzend die Geschichte eines Musical-Clubs – und prangert fröhlich Popularitäts- und Perfektionssucht an. […] Die Serie ist mehr als Wohlfühl-TV oder harmlos-amüsantes Teenager-Drama. Sie richtet den Blick durchaus auf die Bigotterie und den Perfektionswahn der US-Gesellschaft.“

„Glee gelingt es, in dem Seifenoper, Satire und Sangeseinlagen souverän miteinander verschmolzen werden, nicht nur die ursprünglich vorgesehene Zielgruppe, Jugendliche und Teenager, sondern auch deren popkulturell gebildete Eltern vor die Glotze zu ziehen. […] Mittlerweile hat Glee eine solche Strahlkraft entwickelt, dass kaum jemand überhaupt nur in den Verdacht geraten möchte, er wäre kein Fan der Serie.“

„Es sind aber sicher nicht die schon oft erzählten Geschichten von Außenseitern an einer High School, die ‚Glee‘ zu einem der großen Serienerfolge der vergangenen Jahre machen. Es ist die erfrischende Inszenierung: Die Musical-Serie ist eine Hit-Maschine, wie sie die Musikindustrie lange nicht mehr erlebt hat.“

„Die Grundkonstellation erinnert natürlich an den Disney-Franchise-Film ‚High School Musical‘. Aber im Gegensatz zu dessen aseptisch-heiler Welt, in der nicht mal auf den Mund geküsst werden darf, nimmt ‚Glee‘ die Nöte und Ängste von Heranwachsenden ernst. So ernst, dass mancher Kritiker nach Parallelen zu Charles Dickens sucht. So ernst, dass nichts und niemand vor dem Sarkasmus der Autoren sicher ist, die vorher die bitterböse Schönheitschirurgen-Serie „Nip/Tuck“ schrieben. […] Das Musical ist kein antiquiertes Format mehr, sondern schick. Und „Glee“ ist schuld.“

„Als ich vor knapp einem Jahr zum ersten mal ‚Glee‘ sah, hielt ich die Serie für absolut schrecklich. […] Den Stereotypen, den Kurt verkörpert, gibt es natürlich, doch hatte ich das Gefühl, ihn allein in den vergangenen fünf Jahren bereits mehrmals in zig anderen Serien gesehen zu haben. [Staffel 2: Blaine ermutigt Kurt sich zu wehren. ‚Bully‘ Karofsky küsst Kurt.] Spätestens in jenem Moment musste ich eingestehen, dass ich anhand der ersten Folge vorschnell über ‚Glee‘ geurteilt hatte. Kurt wirkt zwar im ersten Eindruck wie ein eintöniger Quotenschwuler, entwickelt sich jedoch in den kommenden Folgen zu einer wichtigen Hauptfigur, die besonders in der zweiten Staffel Charakter beweist. Obwohl seine Faszination für Barbra Streisand und Judy Garland oft auf die altbekannten schwulen Stereotypen hinweist, wird durch Figuren wie Blaine und insbesondere Karofsky für den nötigen Ausgleich gesorgt, der den ZuseherInnen zeigt, dass nicht alle Homosexuellen dem bisher bekannten Fernsehvorbild gleichen.“

## Parodien
Im Jahr 2010 erschien die US-amerikanische Pornofilm-Parodie This Ain’t Glee XXX, die in loser Form an die Erfolgsserie anknüpft. Wie ernst der Film mit Andy San Dimas, Tara Lynn Foxx und Nicki Hunter trotz allem die Vorlage aus dem Musical-Mainstream nimmt, zeigt sich u. a. daran, dass es bei den AVN Awards 2011 zwei Auszeichnungen in den Kategorien „Best Music Soundtrack“ und „Best Original Song“ gab.

## Trivia
In Folge 8 von Staffel 7 (Die Party) von The Office (US) wird bei einem Vorgesetzten eine Party zum gemeinsamen Erleben von Episoden von Glee veranstaltet.